# Alianza anglo-portuguesa

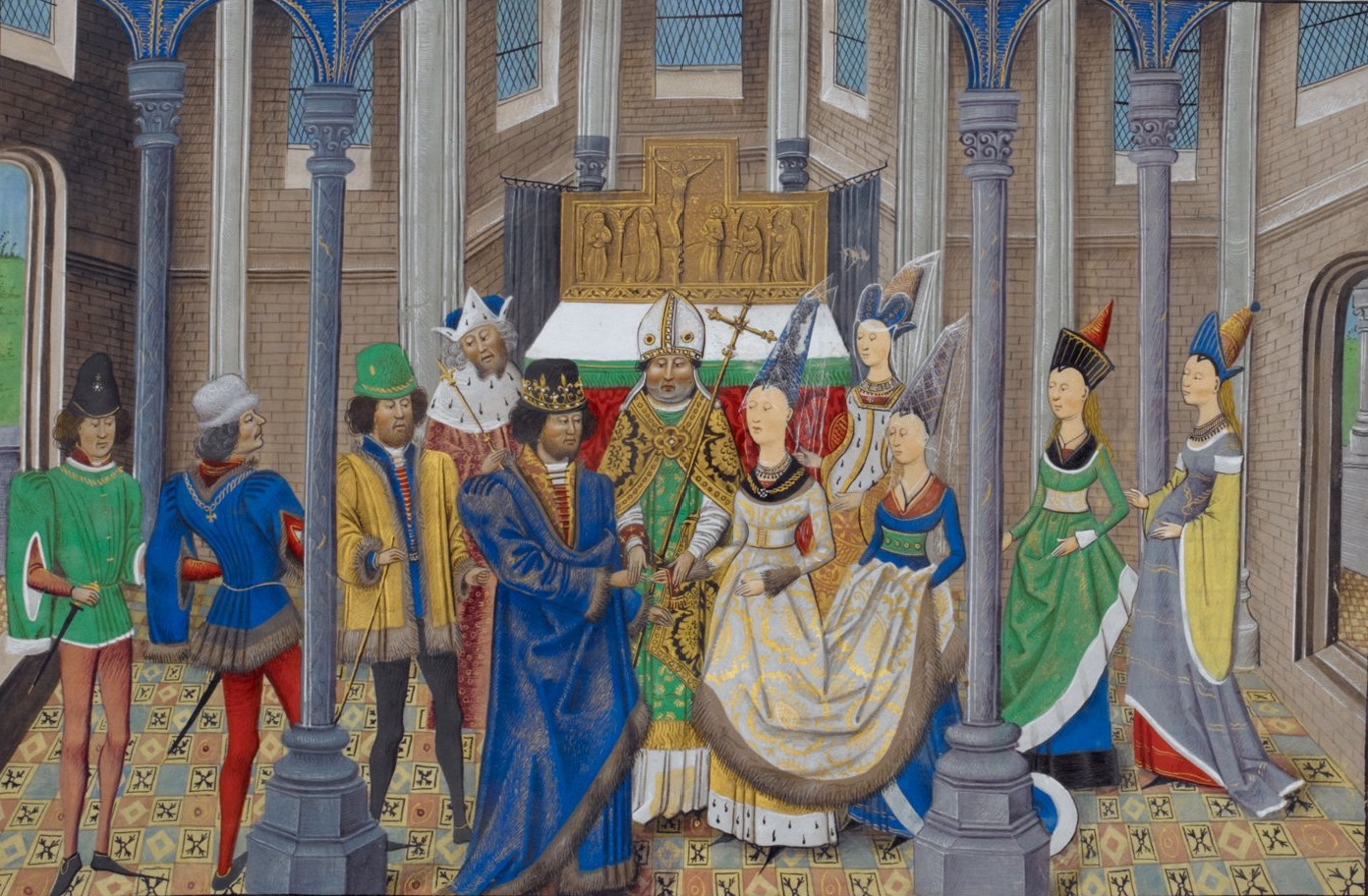
El matrimonio de Juan I de Portugal con Felipa de Lancaster en 1387.

La alianza anglo-portuguesa entre el Reino de Inglaterra y el Reino de Portugal —más tarde, la República Portuguesa— es la alianza más antigua del mundo todavía en vigencia. Fue establecida el 13 de junio de 1373 mediante un tratado internacional.
Ha sido muy importante a través de la historia. Supuso, así, la participación del Reino Unido en la invasión francesa de la península ibérica (la mayor contribución terrestre del Reino Unido en las guerras napoleónicas) y la de Portugal en la Primera Guerra Mundial, o la cesión de bases para aviación en Azores a los aliados en la Segunda Guerra Mundial y al Reino Unido en la guerra de las Malvinas, entre otras.

## Historia
Entre 1337 y 1453 tuvo lugar la llamada guerra de los Cien Años, entre Inglaterra y Francia.
El 20 de octubre de 1353 los portugueses firmaron un tratado en Londres con Eduardo III de Inglaterra para poder pescar en el mar del Norte durante 50 años.
A la muerte de Alfonso XI de Castilla hubo una guerra de sucesión, la primera guerra civil castellana, entre Pedro I y Enrique, conde de Trastámara e hijo natural de Alfonso XI y Leonor de Guzmán. Esta terminó con la victoria del conde de Trastámara, que reinó como Enrique II. Fernando I de Portugal no le reconoció como monarca y, como era bisnieto del castellano Sancho IV, se proclamó rey de Castilla. Tuvo dos guerras contra Enrique, la de 1369-1370 y la de 1372-1373.
El 16 de junio de 1373 se firmó el Tratado Anglo-Portugués en Londres entre los reyes de Portugal, Fernando I y Leonor Téllez de Meneses, y Eduardo III de Inglaterra. En este tratado se establecían cuatro cláusulas: la amistad y la alianza contra cualquier enemigo de ambas partes; la prohibición de prestar ayuda, por mar o por tierra, a los enemigos; la colaboración militar cuando fuese necesario; y cómo habría de ser el mando de las fuerzas militares aliadas.
Tras la guerra de Portugal con Castilla de 1372-1373 hubo un pacto dinástico: la infanta portuguesa Beatriz se casaría con Enrique, heredero a la corona. En 1379 el rey Enrique II fue sucedido por Juan I de Castilla. Hubo una tercera guerra, entre 1381-1382, en la que Fernando I de Portugal apoyó las pretensiones de Juan de Gante, duque de Lancaster, a la Corona castellana. En 1383 se llevó a cabo un acuerdo para que Beatriz se casase con Juan I de Castilla y para que sus descendientes ocupasen el trono.
El 9 de mayo de 1386 se firmó el Tratado de Windsor entre Juan I de Portugal y Ricardo III de Inglaterra con trece cláusulas, que pueden resumirse en la ayuda mutua contra enemigos de cualquiera de las dos partes y el libre tránsito de personas y mercancías en los dos reinos. En 1387 Juan I se casó con Felipa de Lancaster.

## Ultimátum británico de 1890
El hecho de ser Portugal el más antiguo aliado de Inglaterra no impidió que ésta realizase el Ultimátum británico de 1890, que fue un ultimátum del gobierno británico de Lord Salisbury —entregado el 11 de enero de 1890 mediante un "Memorando"— al gobierno portugués, conminándole a retirar sus fuerzas militares existentes en el territorio comprendido entre las colonias de Mozambique y Angola, en las actuales Zambia y Zimbabue, con el pretexto de un incidente ocurrido entre portugueses y macololos, pero realmente por instigación del magnate de los diamantes sudafricanos Cecil Rhodes. La zona era reclamada por Portugal, que la había incluido en el famoso mapa de color rosado, reclamando a partir de la Conferencia de Berlín una franja de territorio que iba de Angola a la contra-costa, o sea, a Mozambique. Al provenir el ataque del más antiguo aliado y protector de Portugal, siendo muy inferior, no tuvo más remedio que ceder. Este hecho inspiró la letra del himno nacional portugués y fue considerado por los historiadores portugueses y políticos de la época la acción más escandalosa e infame del Reino Unido contra los que se consideraban su más antiguo y leal aliado.

## Las Guerras mundiales y la alianza
Asimismo, y siguiendo los principios del Tratado, Portugal luchó con los Aliados en la Primera Guerra Mundial. Miles de jóvenes portugueses murieron en los campos de Bélgica, especialmente en la batalla de Lys, en el que el CEP (Cuerpo Expedicionario Portugués) quedó deshecho. La intervención portuguesa no trajo los beneficios esperados y las compensaciones obtenidas en el Tratado de Versalles fueron muy por debajo de sus expectativas.
Por ello, durante la Segunda Guerra Mundial, Portugal prefirió mantener la neutralidad junto a España. Si bien el Reino Unido invocó de nuevo el Tratado para asegurarse de que Portugal no se aliaría con las potencias del Eje, y en 1943 el dictador portugués António de Oliveira Salazar permitió a los británicos establecer una base aérea y naval en las islas portuguesas de las Azores. El primer ministro británico Winston Churchill informó a la Cámara de los Comunes.

## Invasión de la India portuguesa
Otro incumplimiento del tratado se produjo con en 1961 en la llamada Anexión de Goa las provincias de la India portuguesa (Goa, Damán y Diu) fueron invadidas por el ejército de la Unión India de Jawaharlal Nehru, poniendo fin a 451 años de presencia portuguesa. Portugal requirió la ayuda del Reino Unido con base al tratado, pero su petición no fue atendida.

## En tiempos modernos
Durante la guerra de las Malvinas, los lusos repitieron el favor a los Británicos, permitiendo la instalación Británica en las islas Azores.
Hoy en día, ambos países son miembros de la OTAN, por lo que sus relaciones son coordinadas en gran medida a través de esas instituciones, más que por las provisiones de los muchos tratados que conformaban la Alianza Luso-Británica Estadounidense.